# Moss Rose
Das Moss Rose (voller Name: Moss Rose Stadium, durch Sponsoring offiziell Leasing.com Stadium) ist ein Fußballstadion in der englischen Stadt Macclesfield, Cheshire East, Vereinigtes Königreich. Der Fußballverein Macclesfield Town empfing in dem 1891 erbauten Stadion bis 2020 seine Gegner zu den Spielen. Die Spielstätte bietet auf den vier Tribünen 6335 Plätze; wovon 2599 Sitz- und 3736 Stehplätze sind. Der Besucherrekord von 10.041 Zuschauern stammt vom 19. März 1948, als Witton Albion auf Northwich Victoria traf. Nach der Auflösung von Macclesfield Town, wegen Steuerschulden, im Jahr 2020, wurde im Oktober des Jahres der FC Macclesfield gegründet. Er ist der neue Nutzer des Moss Rose und spielt gegenwärtig in der fünftklassigen North West Counties Football League.

## Geschichte
Die Spielstätte besteht aus der 1968 neugebauten Haupttribüne Silk FM Main Stand; die traditionell London Road Stand genannt wird. Sie hat in der Mitte einen überdachten Sitzplatzbereich und steht den Heimfans zur Verfügung. Die Gegentribüne Alfred McAlpine Stand wurde 2001 fertiggestellt. In der Sitzplatztribüne sind befinden sich Logen und Gastronomiebereich. Der überdachte Star Lane Stand an der Südseite besteht aus Steh- und Sitzplätzen. Die Sitzplatzreihen sind dabei vor den Stehplatzreihen angeordnet. Das Silk Man End ist ein unüberdachter Stehplatzrang und steht für die Gästefans bereit. Er ist nach dem Spitznamen des Vereins, The Silkmen (deutsch Die Seidenmänner), benannt. Bei größerer Nachfrage werden auch 403 Sitzplätze der Gegentribüne für die Fans der gegnerischen Mannschaft freigegeben.
Nach der Fertigstellung des Alfred McAlpine Stand gab es weitere Pläne; die Spielstätte von Macclesfield Town zu renovieren. Im Jahr 2007 wurden Pläne für ein neues Stadion in Macclesfield vorgestellt. Dies und weitere Vorhaben scheiterten aber an den fehlenden finanziellen Mittel. Ende 2010 genehmigte der Rat von Cheshire East die Neugestaltung des Stadtzentrums von Macclesfield sowie die südlich davon gelegene South Macclesfield Development Area. Dieses Gebiet wäre als Standort für das neue Stadion vorgesehen. Der Verein investierte aber auch weiterhin in die alte Spielstätte; zur Saison 2011/12 erhielt das Moss Rose ein Büro für den Eintrittskartenverkauf sowie einen Fan-Shop im Alfred McAlpine Stand.
Nach dem Ende von Macclesfield Town wurde das Stadion 2020 für 500.000 Pfund Sterling versteigert. Der neue Besitzer sicherte eine weitere Nutzung für den Fußball zu und finanzierte eine Renovierung der Anlage. Der Naturrasen wurde durch einen Kunstrasen ersetzt. Zudem wurde mit Leasing.com, das größte Auto-Leasing-Vergleichsportal im Vereinigten Königreich, ein Namenssponsor gefunden. Es wurde ein Vertrag über drei Jahre abgeschlossen.

## Galerie

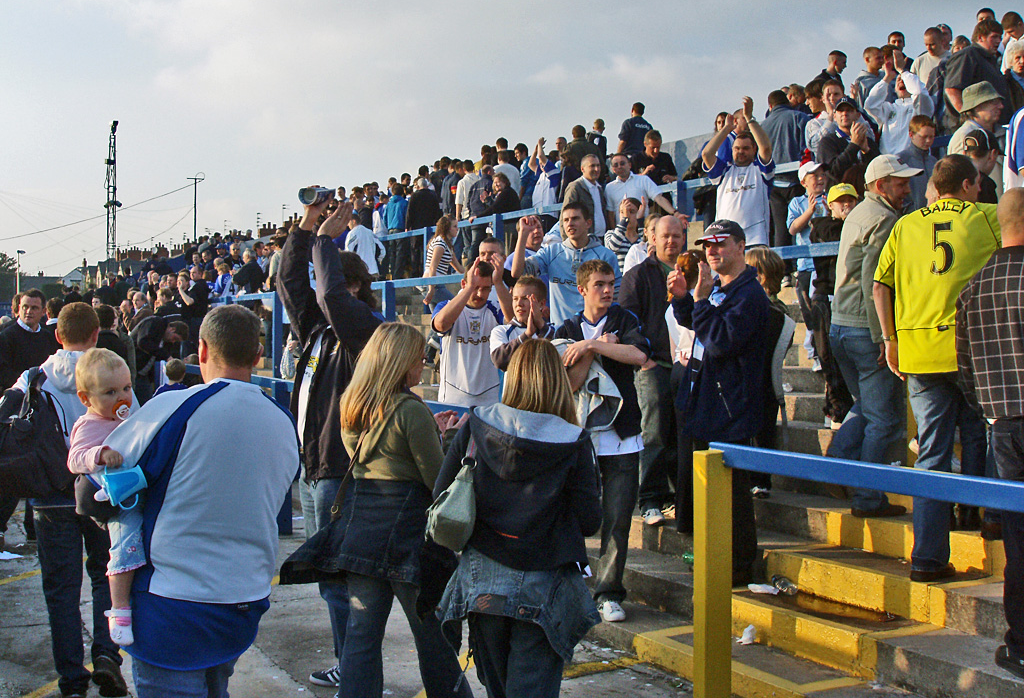
Die Silkman Terrace im November 2007
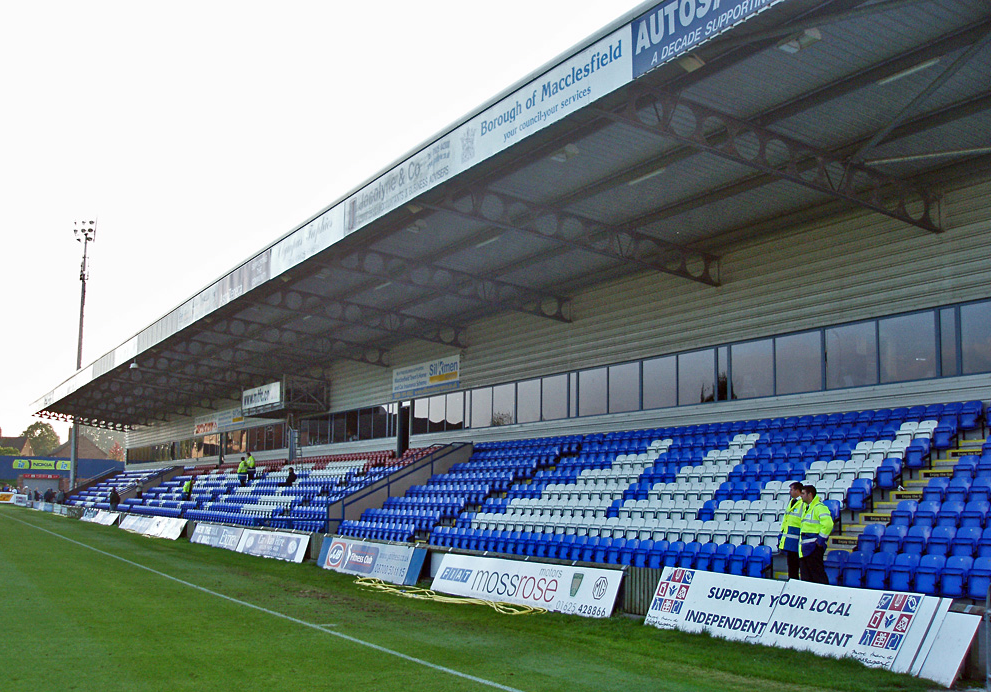
Der Alfred McAlpine Stand im November 2007
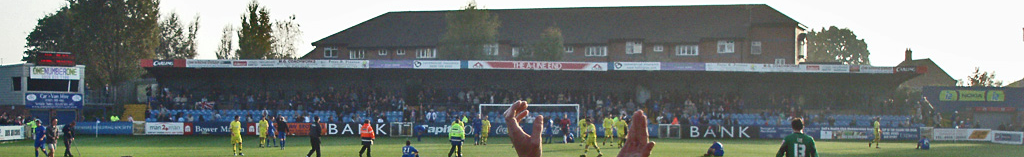
Das Star Lane End im November 2007

## Tribünen
- Silk FM Main Stand – Haupttribüne, Ost, 563 Sitz- und 1371 Stehplätze
- Alfred McAlpine Stand – Gegentribüne, West, 1550 Sitzplätze
- Star Lane Stand – Hintertortribüne, Süd, 486 Sitz- und 835 Stehplätze
- Silk Man End – Hintertortribüne, Nord, 1530 Stehplätze